# Aeroportul Tuscola Area
Aeroportul Tuscola Area (IATA: TZC, ICAO: KCFS, FAA LID: CFS) este un aeroport din Michigan, Statele Unite ale Americii ce deservește zona Caro.
Situat la o altitudine de 214 m, aeroportul dispune de 2 piste.

## Infrastructură

### Piste
Aeroportul dispune de 2 piste. Pista 06/24 are suprafața de asfalt și dimensiunile 4.302 picioare × 75 picioare. Pista 13/31 are suprafața de Iarbă și dimensiunile 2.277 picioare × 110 picioare. 